# علي أبو جريشة
علي أبو جريشة لاعب كرة قدم سابق بنادي الإسماعيلي المصري ولعب لمنتخب مصر في حقبة السبعينات. وشارك مع منتخب مصر في بطولات عديدة لكأس الأمم الأفريقية وهو أحد كبار هدافي مصر في بطولات كأس الأمم الأفريقية برصيد سبعة اهداف سجلها عامي 1970 - 1974. وينتمي علي أبو جريشة الي عائلة كروية كبيرة في مدينة الإسماعيلية انجبت نجوم كبار مثل ابن أخيه محمد صلاح أبو جريشة وأيضا محمد محسن أبو جريشة. ويعمل علي أبو جريشة حاليا محلل لمباريات كرة القدم بقناة النيل للرياضة الفضائية.

## روابط خارجية
- علي أبو جريشة على موقع ناشيونال فوتبول تيمز (الإنجليزية)